# 黃天生
黃天生（1946年5月25日—），中華民國（台灣）政治人物，曾代表民主進步黨在高雄市第一選舉區（北區）當選為第一屆第六次增額立法委員。